# Nederlands kampioenschap voetbal interregionale jeugd A-Junioren 1982/83
Het eindtoernooi voor het Nederlands kampioenschap voetbal interregionale jeugd A-Junioren 1982/83 was de 20e editie van deze Nederlandse voetbalcompetitie die door de KNVB werd georganiseerd.
Aan het toernooi namen A-junioren deel die kampioen waren geworden van een van de zes districten van de KNVB. Het eindtoernooi werd op 4 en 5 juni 1983 gespeeld op het KNVB complex te Zeist. De ploegen speelden een halve competitie tegen elkaar waarbij tegen elke andere vereniging een wedstrijd werd gespeeld. De winnaar van deze halve competitie werd landskampioen bij de A-junioren.
De wedstrijden vonden per ronde tegelijkertijd plaats op drie naast elkaar gelegen velden. Op zaterdag werden er drie ronden verspeeld en op zondag volgden de laatste twee ronden. De wedstrijden duurden 2x30 minuten. Titelverdediger Ajax slaagde erin om de titel te prolongeren. In de laatste wedstrijd volstond een 0-0 gelijk spel tegen NAC om op basis van een beter doelsaldo kampioen te worden. Het was voor Ajax reeds de achtste landstitel bij de interregionale A-junioren.

## Deelnemers
| District | Vereniging      | Plaats    | Afdeling      |
| -------- | --------------- | --------- | ------------- |
| West I   | Ajax            | Amsterdam | Amsterdam     |
| West II  | Sparta          | Rotterdam | Rotterdam     |
| Oost     | PEC Zwolle      | Zwolle    | Zwolle        |
| Noord    | GRC             | Groningen | Groningen     |
| Zuid I   | NAC             | Breda     | Noord Brabant |
| Zuid II  | Fortuna Sittard | Sittard   | Limburg       |

## Uitslagen
| Veld     | Thuisclub  | uitslag  | Uitclub         |
| 1e ronde | 1e ronde   | 1e ronde | 1e ronde        |
| -------- | ---------- | -------- | --------------- |
| I        | Ajax       | 3-1      | Fortuna Sittard |
| II       | Sparta     | 1-2      | NAC             |
| III      | GRC        | 1-2      | PEC Zwolle      |
| 2e ronde |            |          |                 |
| I        | NAC        | 1-0      | GRC             |
| II       | PEC Zwolle | 3-1      | Fortuna Sittard |
| III      | Ajax       | 3-0      | Sparta          |
| 3e ronde |            |          |                 |
| I        | Sparta     | 1-2      | Fortuna Sittard |
| II       | Ajax       | 5-0      | GRC             |
| III      | PEC Zwolle | 0-1      | NAC             |

| Veld     | Thuisclub       | uitslag  | Uitclub    |
| 4e ronde | 4e ronde        | 4e ronde | 4e ronde   |
| -------- | --------------- | -------- | ---------- |
| I        | Ajax            | 1-1      | PEC Zwolle |
| II       | GRC             | 1-2      | Sparta     |
| III      | Fortuna Sittard | 0-0      | NAC        |
| 5e ronde |                 |          |            |
| I        | Sparta          | 5-0      | PEC Zwolle |
| II       | NAC             | 0-0      | Ajax       |
| III      | Fortuna Sittard | 0-0      | GRC        |

## Eindstand
| pos | club            | gs | w | g | v | pnt | dv | dt | ds  |
| --- | --------------- | -- | - | - | - | --- | -- | -- | --- |
| 1.  | Ajax            | 5  | 3 | 2 | 0 | 8   | 12 | 2  | +10 |
| 2.  | NAC             | 5  | 3 | 2 | 0 | 8   | 4  | 1  | +3  |
| 3.  | PEC Zwolle      | 5  | 2 | 1 | 2 | 5   | 6  | 9  | -3  |
| 4.  | Sparta          | 5  | 2 | 0 | 3 | 4   | 9  | 8  | +1  |
| 5.  | Fortuna Sittard | 5  | 1 | 2 | 2 | 4   | 4  | 7  | -3  |
| 6.  | GRC             | 5  | 0 | 1 | 4 | 1   | 2  | 10 | -8  |